# ويليام ر. ووكر
ويليام ر. ووكر (بالإنجليزية: William R. Walker)‏ هو مهندس معماري أمريكي، ولد في 14 أبريل 1830 في سيكونك ‏ في الولايات المتحدة، وتوفي في 11 مارس 1905.